# بيير مارشان (ناشر)
بيير مارشان (بالفرنسية: Pierre Marchand)‏ هو ناشر فرنسي، ولد في 17 نوفمبر 1939 في Bouin, Vendée ‏ في فرنسا، وتوفي في 4 أبريل 2002 في باريس في فرنسا.